# والتر إل. غريفين
والتر إل. غريفين (بالإنجليزية: Walter L. Griffin)‏ هو مصور سينمائي أمريكي، ولد في 19 يوليو 1889 في تكساس في الولايات المتحدة، وتوفي في 24 مارس 1954 في فينتورا في الولايات المتحدة.

## وصلات خارجية
- والتر إل. غريفين على موقع IMDb (الإنجليزية)
- والتر إل. غريفين على موقع قاعدة بيانات الفيلم (الإنجليزية)